# Poldhu
Poldhu ist eine Gegend im Süden von Cornwall, Vereinigtes Königreich, auf der Lizard-Halbinsel, etwa zwei Kilometer vom Ort Mullion entfernt. Es umfasst die Landspitze Poldhu Point und die Bucht Poldhu Cove. Der Name Poldhu kommt aus der kornischen Sprache und bedeutet „schwarzes Becken“.

## Marconis Poldhu-Funkstation

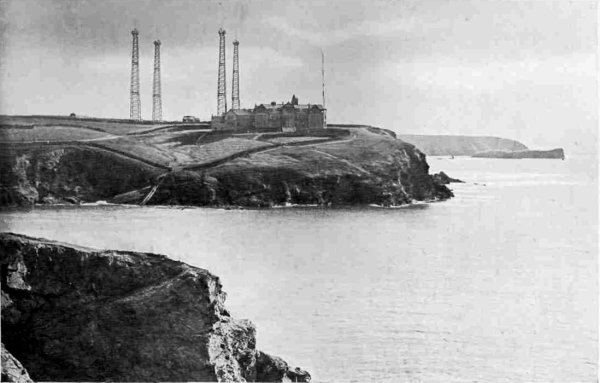
Poldhu-Sendestation und -Masten, gebaut 1902

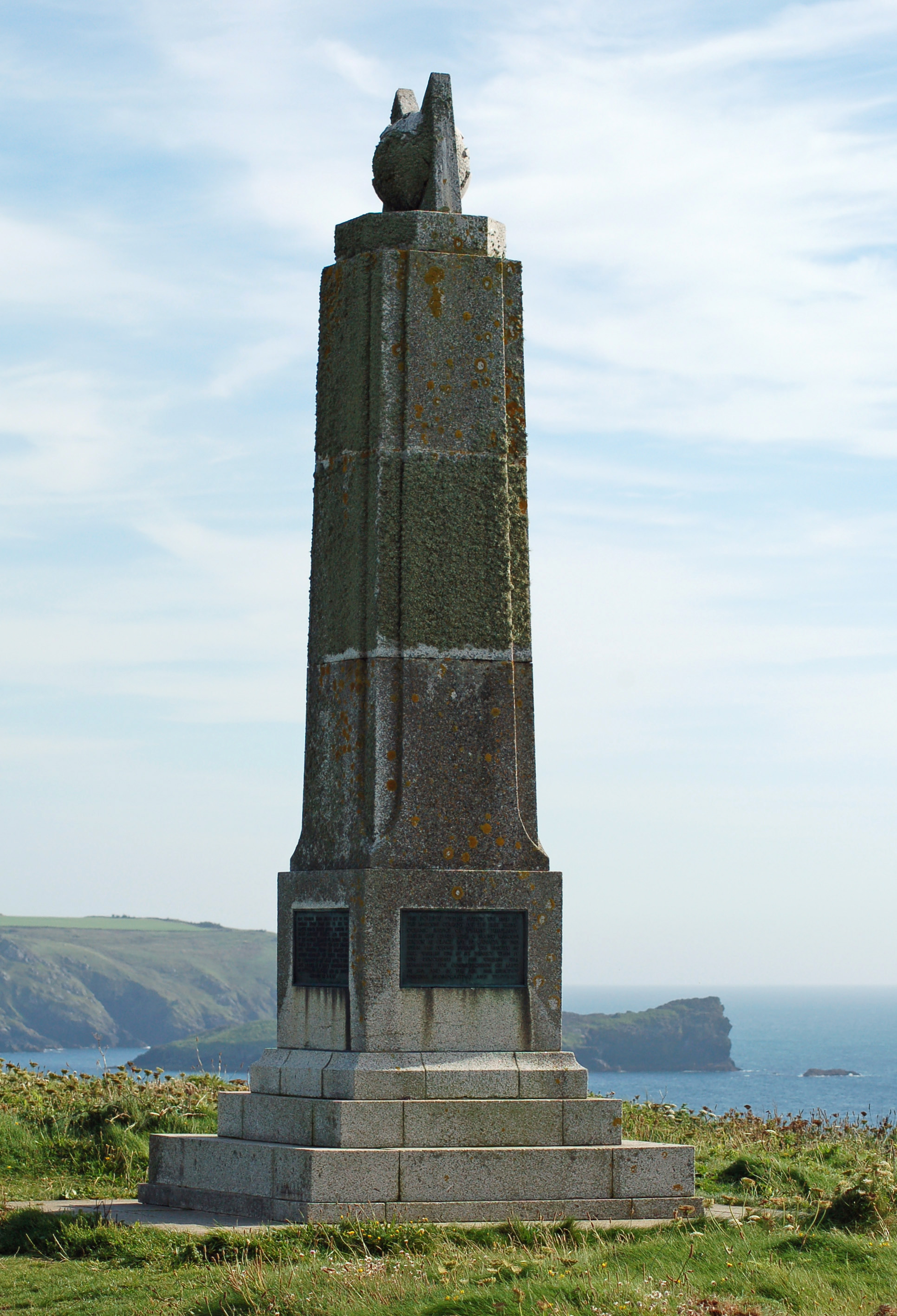
Monument zur Erinnerung an die erste transatlantische Funkübertragung in Poldhu

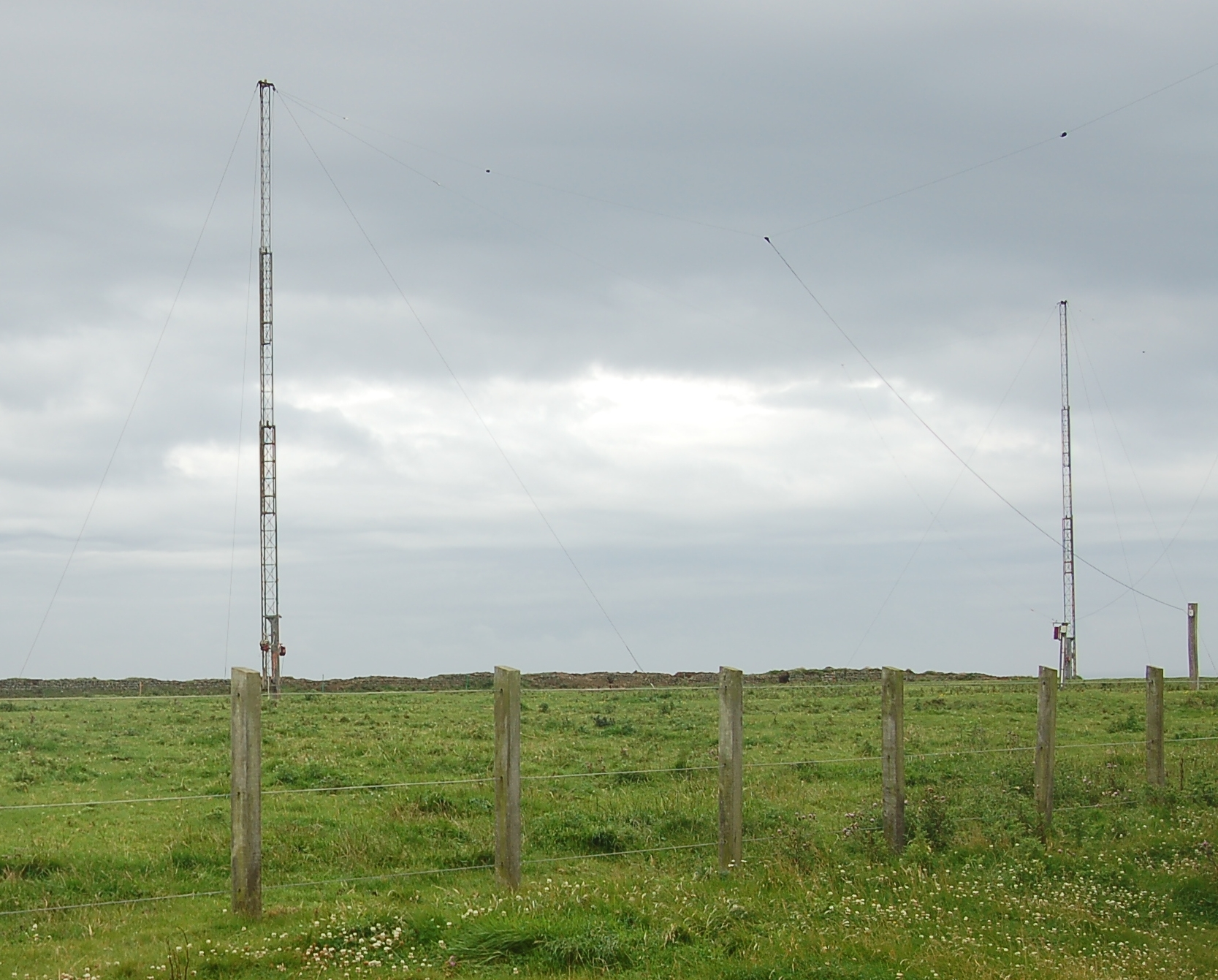
Antennenanlagen auf dem Poldhu-Außengelände im Jahr 2007

Der Ort Poldhu wurde durch die hier gebaute Funkstation berühmt. Mit dem von Guglielmo Marconi gebauten Sender wurde am 12. Dezember 1901 zum ersten Mal eine transatlantische Funkübertragung ermöglicht. Das von hier ausgestrahlte Signal wurde von Marconi in der Empfangsstation auf dem Signal Hill bei St. John’s auf Neufundland empfangen. Das ausgesendete Signal wiederholte drei kurze Töne, ein „S“ im Morsecode, und überwand eine Entfernung von etwa 3400 Kilometern. Am 17. Dezember 1902 konnte Marconi die erste transatlantische Testnachricht in beiden Richtungen zwischen Poldhu und Glace Bay im kanadischen Nova Scotia austauschen; einen Monat später gelang ihm die erste öffentliche Telegraphie zwischen Poldhu und der Marconi Wireless Station Site in Wellfleet auf der Halbinsel Cape Cod in Massachusetts: Grußbotschaften zwischen US-Präsident Theodore Roosevelt und dem König von England Eduard VII.
Mit dem Bau der etwa 200.000 m² großen von John Ambrose Fleming entworfenen Station wurde im Oktober 1900 begonnen; die Arbeiten wurden im Januar 1901 abgeschlossen. Durchgeführt wurden die Arbeiten von der Marconi Company. Marconi hatte diesen Platz nahe den Klippen ausgesucht, da er offen nach Westen war, um eine Übertragung über den Atlantik zu ermöglichen. Weiterhin war er so abgelegen, dass er hier ungestört von Reportern arbeiten konnte, und das in direkter Nachbarschaft liegende Poldhu Hotel ermöglichte die Unterbringung seiner Arbeitsgruppe vor Ort. Die ursprünglich geplante Antennenanlage, mit 20 jeweils 61 Meter hohen Masten, die in einem Kreis um die Sendeanlage standen und mit 400 Seilen abgespannt waren, wurde schon vor dem eigentlichen Experiment am 17. September 1901 durch einen Sturm zerstört. Innerhalb einer Woche wurde eine provisorische Antenne mit zwei Masten aufgestellt, mit der die Übertragung erfolgte.
Der Sender verfügte über eine Leistung von 13.000 Watt und sendete mit einer Wellenlänge von 170 m, was etwa 1,76 MHz entspricht. Die anfänglich geplante Mastenanordnung wurde auch später nicht wieder aufgebaut. Stattdessen wurden vier große 66 m hohe Holzmasten aufgestellt, an denen die Antenne befestigt wurde. Im Jahr 1903 besichtigten der Prince of Wales mit seiner Frau die Anlage. Der spätere König Georg V. bestieg an diesem Tag sogar einen der Antennentürme. Im Anschluss wurde die einstige Forschungsstation vor allem kommerziell genutzt.
Marconi nutzte die Anlage später noch für seine Kurzwellenexperimente, als er Übertragungen von hier auf die Yacht Elettra auf die Kapverdischen Inseln im Jahr 1923 und nach Beirut im Jahr 1924 durchführte. Die bahnbrechenden Ergebnisse dieser Experimente trugen zur schnellen weltweiten Verbreitung der funkgestützten Kommunikation bei.
Die Station war bis 1933 in Betrieb. 1935 wurden Teile abgerissen und etwa 24.000 m² gingen im Jahr 1937 an den National Trust; der Rest der Anlage wurde im Jahr 1960 vom National Trust übernommen und unter seinen Schutz gestellt. Von den alten Anlagen sind noch Betonfundamente erhalten geblieben. Im Jahr 2001 wurde ein neues Museumsgebäude zum Gedenken an den 100. Geburtstag der ersten transatlantischen Funkübertragung errichtet. Vor Ort ist auch ein Monument errichtet worden, das an die Pionierleistungen von Marconi und seine Mitarbeiter erinnert. Auf einer der vier Tafeln am Monument steht der Text: „One hundred yards north east of this column stood from 1900 to 1933 the famous Poldhu wireless station, designed by John Ambrose Fleming and erected by the Marconi Company of London, from which were transmitted the first signals ever conveyed across the Atlantic by wireless telegraphy. The signals consisted of a repetition of the Morse letter ‘S’ and were received at St. John’s, Newfoundland, by Guglielmo Marconi and his British associates on 12.12.1901.“
Das Gebäude des ehemaligen Poldhu Hotel existiert noch immer und beherbergt zurzeit ein Pflegeheim. Die Antennenanlagen, die heute auf dem Gelände stehen, werden vom Poldhu Amateur Radio Club betrieben.